# 11075 Dönhoff
11075 Dönhoff eller 1992 SP26 är en asteroid i huvudbältet som upptäcktes den 23 september 1992 av den tyske astronomen Freimut Börngen vid Tautenburg-observatoriet. Den är uppkallad efter den tyska journalisten Marion Dönhoff.
Asteroiden har en diameter på ungefär 8 kilometer och den tillhör asteroidgruppen Brokoff.